# Bukit Puku
Bukit Puku är en kulle i Indonesien.   Den ligger i provinsen Aceh, i den västra delen av landet, 1 600 km nordväst om huvudstaden Jakarta. Toppen på Bukit Puku är 82 meter över havet.
Terrängen runt Bukit Puku är huvudsakligen platt.Runt Bukit Puku är det tätbefolkat, med 442 invånare per kvadratkilometer. Omgivningarna runt Bukit Puku är en mosaik av jordbruksmark och naturlig växtlighet.